# IAR 80
Az IAR 80 a román légierő által gyártott egymotoros, együléses vadászgép volt, az egyetlen, amit a román ipar sorozatban gyártott a második világháború alatt. A világháború kezdetén versenyképes volt a nagy hatalmak vadászgépjeivel mint a Hawker Hurricane és a BF109E.Bár a világháború csatározásaiban részt vett, csak csekély harci eredményt ért el.

## Története
A gép megalkotásakor sok helyen emlékeztetett a lengyel PZL P.24E vadászgépre, a harmincas években Romániában is gyártott típusra. Az IAR 80 első prototípus példánya 1938 végén repült először, a gép rendes sorozatgyártása pedig 1941-ben kezdődött meg. A gépeket először 1942-ben küldték bevetésre a frontra. Ebből a típusból összesen több mint 125 darab készült. A gép továbbfejlesztése volt a IAR 81, ami egy vadászbombázó-továbbfejlesztés volt és ez a típus két 100 kg-os bombát is tudott szállítani, de a típusból csak kevés került ki a frontra.

## Technikai adatok

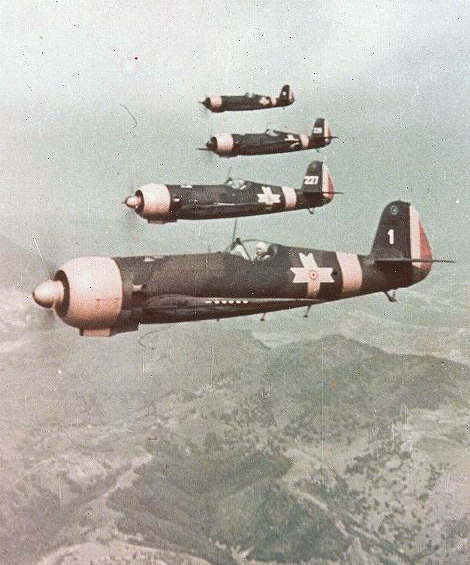
IAR 80-asok alakzatban

- Hajtómű: licenc alapján gyártott 940 LE-s Gnome–Rhône 14K csillagmotor
- Fesztávolság: 10,01 m
- Hossz: 8,18 m
- Szerkezeti tömeg: 1780 kg
- Felszállótömeg: 2285 kg
- Legnagyobb magasság: 10 550 m
- Hatótávolság: 945 km
- Fegyverzet: két 20 mm-es gépágyú és négy 7,7 mm-es géppuska